# صندوق التضامن الأوروبي
تأسس صندوق التضامن الأوروبي (EUSF) في عام 2002. هدفه هو تقديم المساعدة إلى الدول الأعضاء في الاتحاد الأوروبي عندما تحدث كوارث واسعة النطاق. تعتبر الكوارث كبيرة الحجم إذا تجاوزت التكلفة المباشرة المقدرة للضرر 3 مليارات يورو أو 0.6٪ من إجمالي الدخل القومي للبلد المعني. منذ إنشائه، قدم الصندوق المساعدة إلى الدول الأعضاء نتيجة 56 كارثة بما في ذلك الزلازل وحرائق الغابات والجفاف والعواصف والفيضانات. وفقًا لتقرير المفوضية الأوروبية ، كانت إيطاليا وألمانيا المستفيدين الرئيسيين من صناديق الطوارئ هذه، على الرغم من أن 23 دولة حصلت على الدعم.